# Heinrich von Fransecky
Heinrich Eduard Rudolf Hermann von Fransecky (* 4. Januar 1842 in Koblenz; † 4. Juni 1917 in Wiesbaden) war ein preußischer Generalleutnant.

## Leben

### Herkunft
Heinrich gehörte der preußischen Adelsfamilie Fransecky an. Sein Vater war der preußische Major Rudolf von Fransecky (1800–1869), seine Mutter Luise eine geborene Clemens (1809–1875).

### Militärkarriere
Nach seiner Erziehung im elterlichen Hause und dem Besuch von Schulen in Luxemburg, Prüm und Koblenz trat Fransecky trat am 1. Januar 1860 als Dreijährig-Freiwilliger in das 25. Infanterie-Regiment der Preußischen Armee ein. Dort avancierte er im Juli 1861 zum Sekondeleutnant und fungierte von März bis Dezember 1864 als Adjutant des I. Bataillons. In gleicher Stellung war Fransecky bei Beginn des Deutschen Krieges beim Ersatz-Bataillon und kam dann zum IV. Feld-Bataillon. Nach dem Krieg stieg er zum Regimentsadjutanten auf und wurde im Mai 1870 Premierleutnant. Als solcher war er 1870/71 während des Krieges gegen Frankreich Führer der 5. Kompanie und nahm an den Gefechten bei Pesmes, Belfort, Villersexel, Arcey, Aibre, Clerval, Pont-les-Moulins und Pontarlier sowie den Belagerungen von Schlettstadt und Neubreisach teil. Für sein Verhalten mit dem Eisernen Kreuz II. Klasse ausgezeichnet, wurde Fransecky Ende Mai 1874 Hauptmann und Kompaniechef. Im Juli/Juli 1884 nahm er an der Generalstabsreise des XV. Armee-Korps teil, stieg im Februar 1886 zum Major auf und wurde am 8. Februar 1887 als Bataillonskommandeur in das Infanterie-Regiment Nr. 92 nach Braunschweig versetzt. Daran schloss sich von Ende März 1891 bis Mitte Juli 1893 eine Verwendung als Oberstleutnant und etatsmäßiger Stabsoffizier im Grenadier-Regiment „König Friedrich I.“ (4. Ostpreußisches) Nr. 5 an.
Unter Stellung à la suite des I. Seebataillons war Fransecky bis Juni 1896 Inspekteur der Marineinfanterie. In dieser Stellung Mitte Juli 1894 zum Oberst befördert, wurde er anschließend zum Kommandeur des Infanterie-Regiments „Herwarth von Bittenfeld“ (1. Westfälisches) Nr. 13 in Münster ernannt. Unter Beförderung zum Generalmajor folgten am 17. Juni 1897 seine Versetzung nach Darmstadt und seine Ernennung zum Kommandeur der dort stationierten 49. Infanterie-Brigade (1. Großherzoglich Hessische). In Genehmigung seines Abschiedgesuches stellte man ihn am 12. August 1898 mit der gesetzlichen Pension zur Disposition. Anlässlich seiner Verabschiedung erhielt Fransecky den Roten Adlerorden II. Klasse mit Eichenlaub.
Während des Ersten Weltkriegs wurde Fransecky als Generalleutnant wiederverwendet und als Kommandeur der stellvertretenden 41. Infanterie-Brigade in Mainz eingesetzt.

### Familie
Fransecky hatte sich am 8. Oktober 1867 in Apenrade mit Botilde Georgine Lorenzen (1844–1917) verheiratet. Aus der Ehe ging ein Sohn hervor.